# Santuario dell'Isola di Barbana
Il santuario dell'Isola di Barbana è un santuario che si trova sull'Isola di Barbana.

## Storia

### Origini

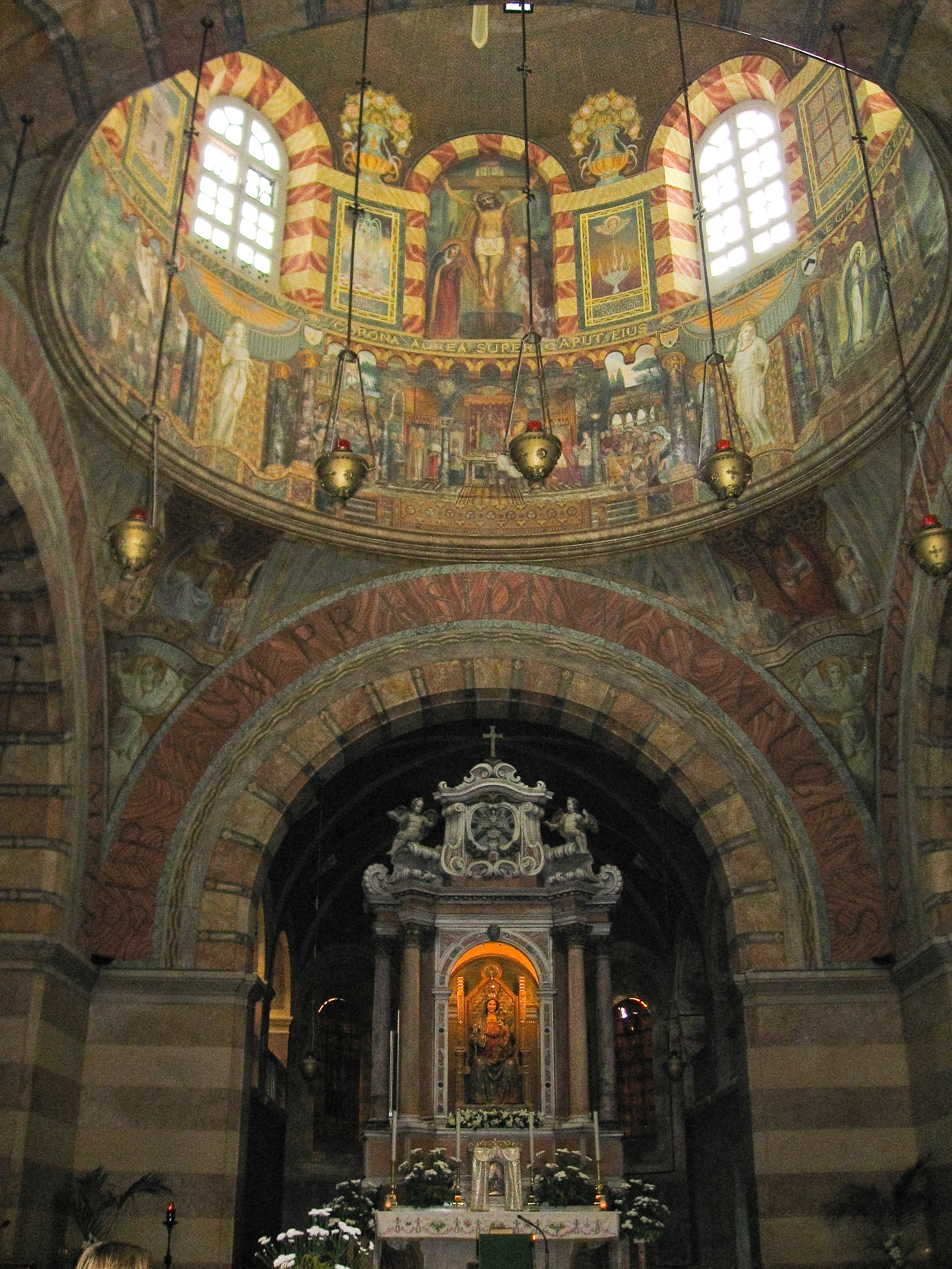
Interno del santuario della Madonna di Barbana

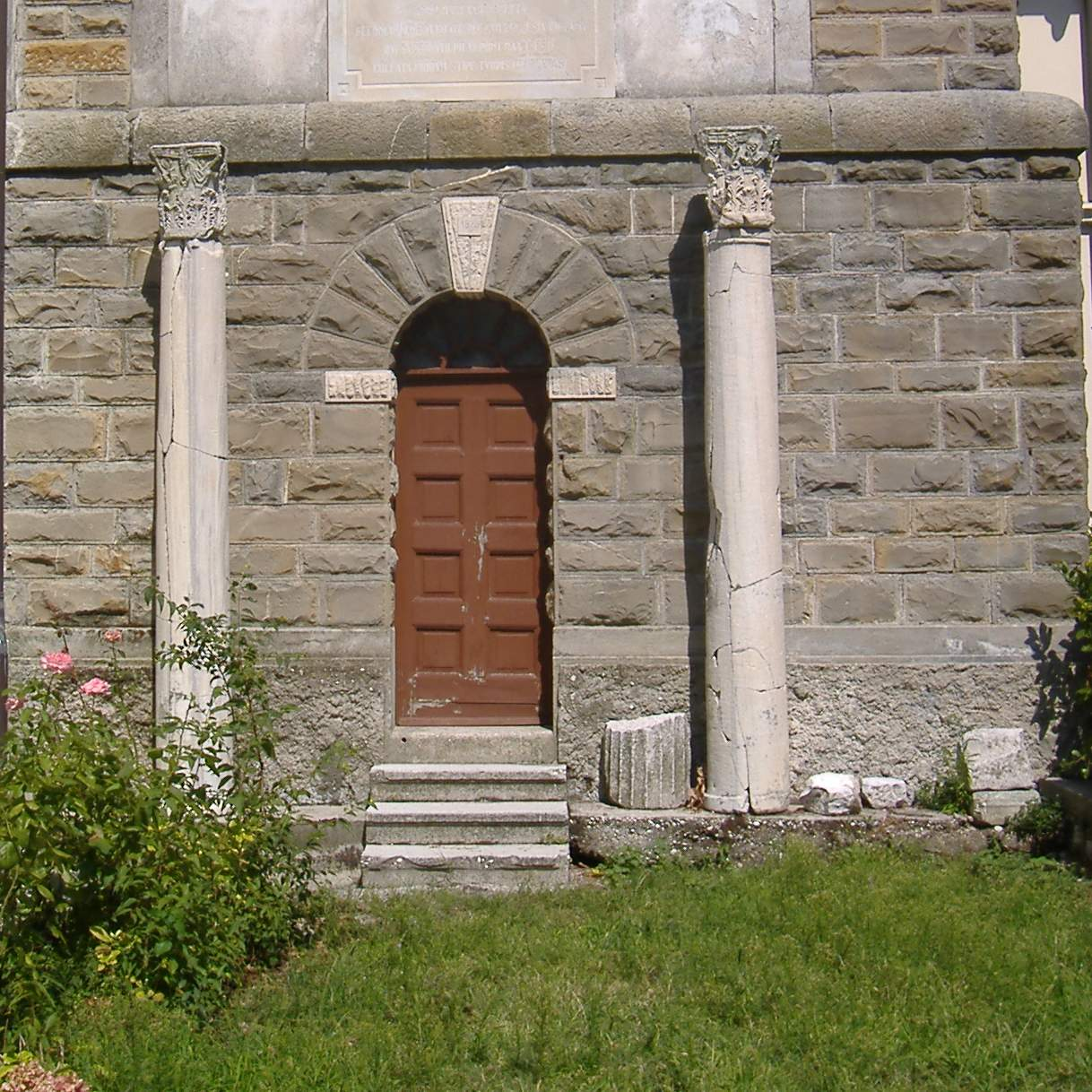
Le colonne della chiesa paleocristiana

Secondo la tradizione, la nascita del santuario della Madonna di Barbana risale all'anno 582, quando una violenta mareggiata minacciò la città di Grado: l'eccezionale evento meteorologico, che allora destò grande stupore e preoccupazione, si inserisce probabilmente nella genesi dell'attuale laguna. Al termine della tempesta un'immagine della Madonna, trasportata dalle acque, venne ritrovata ai piedi di un olmo (o, secondo un'altra tradizione, sui suoi rami), nei pressi delle capanne di due eremiti originari del trevisano, Barbano e Tarilesso. Il luogo era allora relativamente lontano dalla linea di costa e il patriarca di Grado Elia (571-588), come ringraziamento alla Madonna per aver salvato la città dalla mareggiata, fece erigere una prima chiesa.
Attorno a Barbano si formò una prima comunità di monaci (i "barbaniti") che resse il santuario per i successivi quattro secoli. In questo arco di tempo il mare proseguì la sua avanzata: nel 734, da un documento di papa Gregorio III, si apprende infatti che Barbana fosse già un'isola. La chiesa venne probabilmente ricostruita più volte e la stessa immagine della Madonna, non si sa se una statua o un'icona, andò perduta.
Attorno all'anno mille, ai barbaniti subentrarono i benedettini che officiarono il santuario per cinquecento anni. A questo periodo risale la pestilenza che investì Grado nel 1237 e l'origine del pellegrinaggio annuale della città a Barbana.

### Dal 1400 ad oggi
Dal 1450 è documentata la presenza di frati francescani conventuali, che sostituirono i benedettini prima in chiave provvisoria e poi, dal 1619, in modo definitivo. I francescani, che nel 1738 eressero una nuova chiesa a tre navate, rimasero nell'isola fino al 1769, quando la Repubblica di Venezia soppresse il monastero. I legami di Venezia con il santuario, a dispetto di questo provvedimento, furono comunque sempre intensi, com'è testimoniato da lasciti testamentari di dogi (Pietro Ziani, 1228) e dall'esistenza, in passato, di un'apposita confraternita di gondolieri (la "Fratellanza della Beata Vergine di Barbana").
Lo stesso bassorilievo dell'altare maggiore della chiesa di Barbana rappresenta, non a caso, una gondola in laguna. Dopo l'allontanamento dei frati, il santuario venne quindi affidato per oltre 130 anni ai sacerdoti diocesani, prima di Udine (1769-1818), poi di Gorizia (1818-1901). Un ruolo di particolare rilievo venne svolto da don Leonardo Stagni, al quale si devono la costruzione degli argini (1851), la realizzazione dell'attuale cappella del bosco nel luogo dove venne ritrovata l'immagine di Maria (1854) e l'incoronazione della Madonna di Barbana (1863).
Nel 1901 il santuario venne affidato ai frati francescani minori della provincia dalmata che edificarono un nuovo convento, curarono alcune bonifiche e misero mano alla costruzione dell'attuale chiesa. Nel 1924, mutati i confini politici, il testimone passò ai confratelli della provincia veneta di San Francesco, che hanno provveduto alla realizzazione della casa di esercizi spirituali "Domus Mariae" (1959) e delle più recenti casa del pellegrino (1980) e cappella della riconciliazione (1989).
Dal 2020 il santuario è affidato a una congregazione benedettina di fondazione brasiliana.

## Arte

### La chiesa

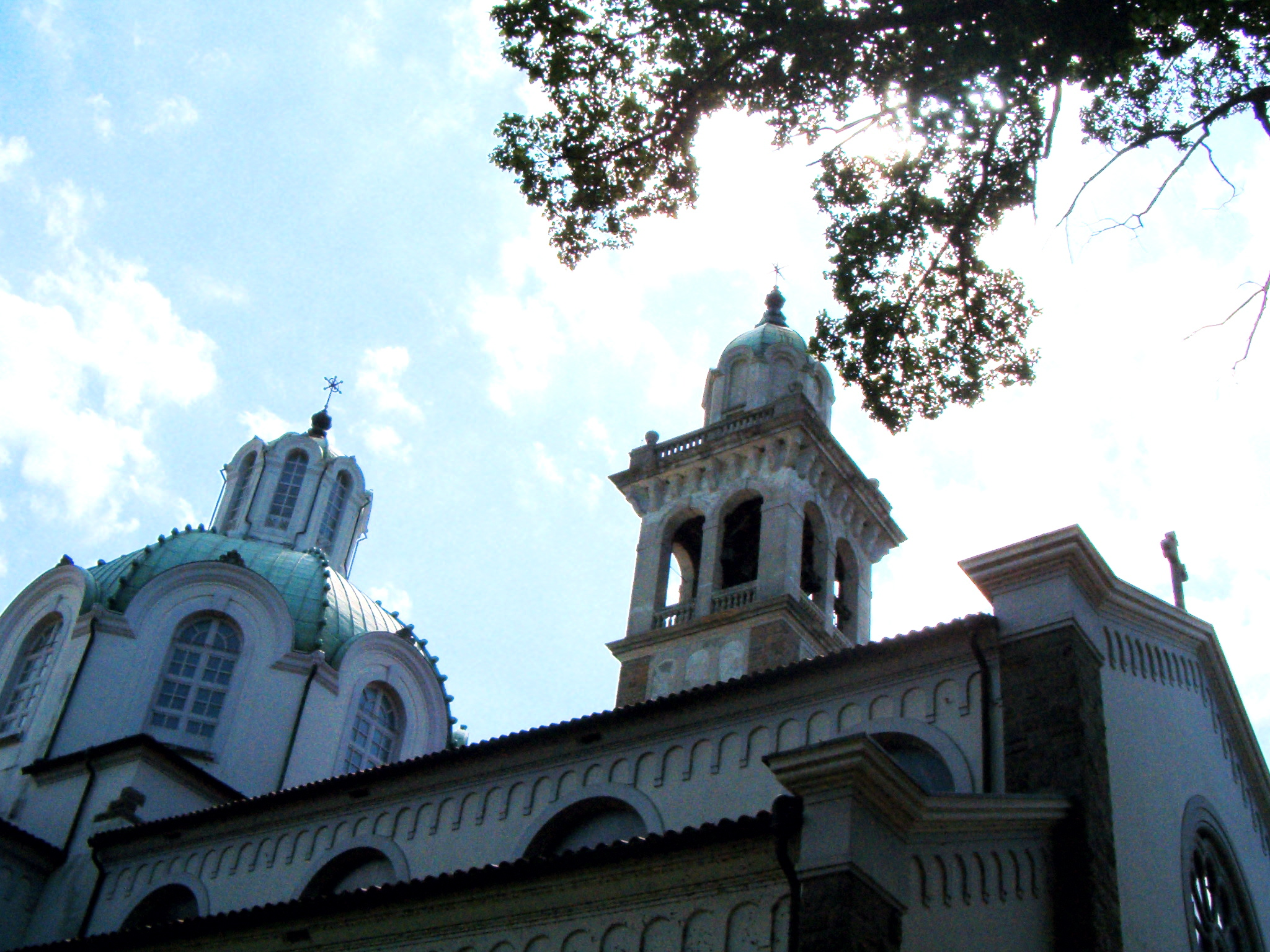
La chiesa e il campanile

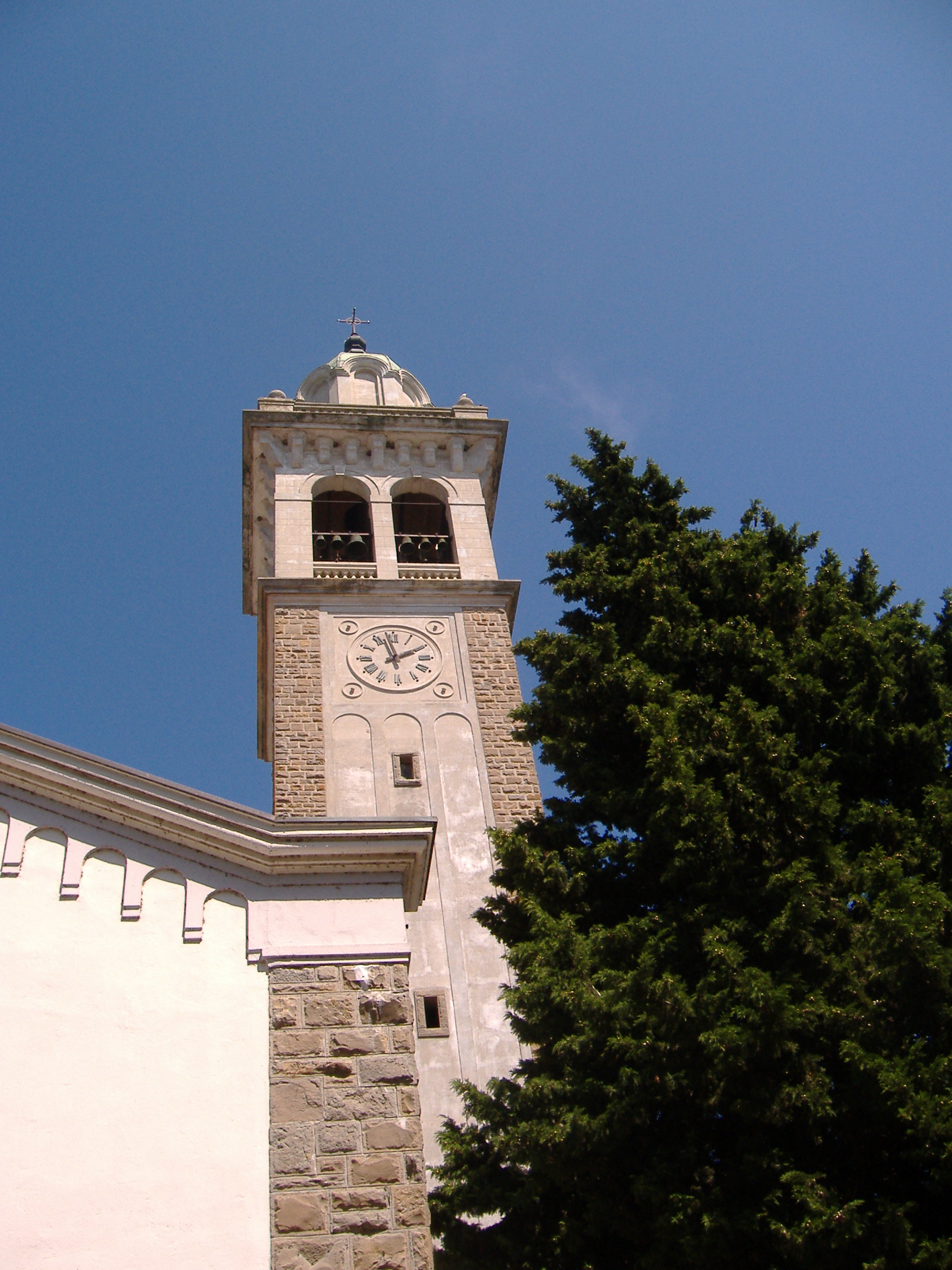
Il campanile

L'isola è dominata dalla mole della chiesa e del campanile. La chiesa, che presenta alcuni richiami all'architettura orientale, è in stile neoromanico ed è relativamente recente. I lavori di costruzione dell'attuale edificio, che sorge sul luogo delle chiese succedutesi nei secoli passati, sono stati infatti avviati nel 1911 e completati, dopo una pausa dovuta alla prima guerra mondiale, nel 1924. Il progetto è dell'architetto goriziano Silvano Barich, che negli anni successivi disegnerà i piani anche per il santuario di Monte Santo. La semplice facciata è ingentilita da lesene di pietra e da un rosone. La struttura culmina con un'ampia cupola.
L'interno a tre navate, con soffitto a carena di nave, presenta elementi di notevole interesse nell'altare maggiore del 1706 e, soprattutto, nella statua lignea della Madonna, opera di scuola friulana della fine del Quattrocento, ispirata allo stile di Domenico Da Tolmezzo. La statua, a grandezza naturale, rappresenta Maria in trono con in braccio Gesù bambino: lei regge con la mano destra una rosa, probabilmente a simboleggiare la fede, lui invece tiene in mano un libro, chiaro riferimento al Vangelo. I due altari laterali, in stile rinascimentale-barocco, sono di scuola veneziana e sono dedicati a San Francesco (sinistra, 1763) e Sant'Antonio (destra, 1749). Della scuola del Tintoretto è invece il quadro dei gondolieri in pellegrinaggio (1771) custodito nella sagrestia, dove è possibile ammirare anche una Madonna col Bambino di autore ignoto (1734).
Gli affreschi della cupola (oltre 500 metri quadrati) sono un'opera più recente di Tiburzio Donadon (1940). Lo spazio è diviso in quattro grandi quadri rappresentati l'incoronazione di Maria, la processione del perdòn di Barbana, l'apparizione della Vergine sull'olmo, e una visione del patriarca Elia. I quadri sono separati da figure bianche che simboleggiano le quattro virtù cardinali (prudenza, giustizia, fortezza e temperanza).
Le vetrate della chiesa rappresentano alcuni misteri del rosario. Il campanile, alto 47,8 metri, è stato inaugurato nel 1929: le quattro campane attuali, come invito alla pace, sono state ricavate dal metallo di cannoni tedeschi della seconda guerra mondiale. La piccola Cappella della riconciliazione, alla destra dell'altare maggiore, conserva una statua della Vergine del 1700 in pietra di Aurisina e un cippo di pietra di età romana, raffigurante un magistrato, forse un governatore di Aquileia.
La continua azione della laguna ha impedito la conservazione di tracce significative dei santuari più antichi. Tra le vestigia giunte fino a noi, è possibile ricordare un bassorilievo funerario rappresentate un'apparizione di Cristo risorto (X-XI secolo), un frammento dell'albero presso il quale secondo la tradizione venne ritrovata l'immagine della Madonna, un rivestimento per altare in cuoio e oro (XVII secolo), e due colonne con capitelli corinzi, queste ultime poste oggi davanti al campanile. Nella cappella della "Domus Mariae" è custodita la statua della cosiddetta "Madonna mora", venerata nel santuario dall'XI al XVI secolo. L'opera, in legno dipinto, è stata recentemente restaurata: curiosamente, la Madonna regge il bambino per i piedini. Una tela di Madonna orante del 1500 può infine essere ammirata nella mensa dei frati.
Della prima chiesa costruita dai francescani (XVIII secolo) sono invece rimaste numerose tracce, sia negli arredi interni che in materiale iconografico (dipinti, fotografie, bassorilievi). La chiesa, più piccola dell'attuale, si presentava con una semplice facciata bianca, successivamente ingentilita da un porticato, e aveva un piccolo campanile. Nella chiesa, si trova l'organo a canne Mascioni opus 652, costruito nel 1950. Lo strumento, a trasmissione elettrica, ha due tastiere di 58 note ciascuna e una pedaliera concavo-radiale di 32.

### La cappella nel bosco e le statue

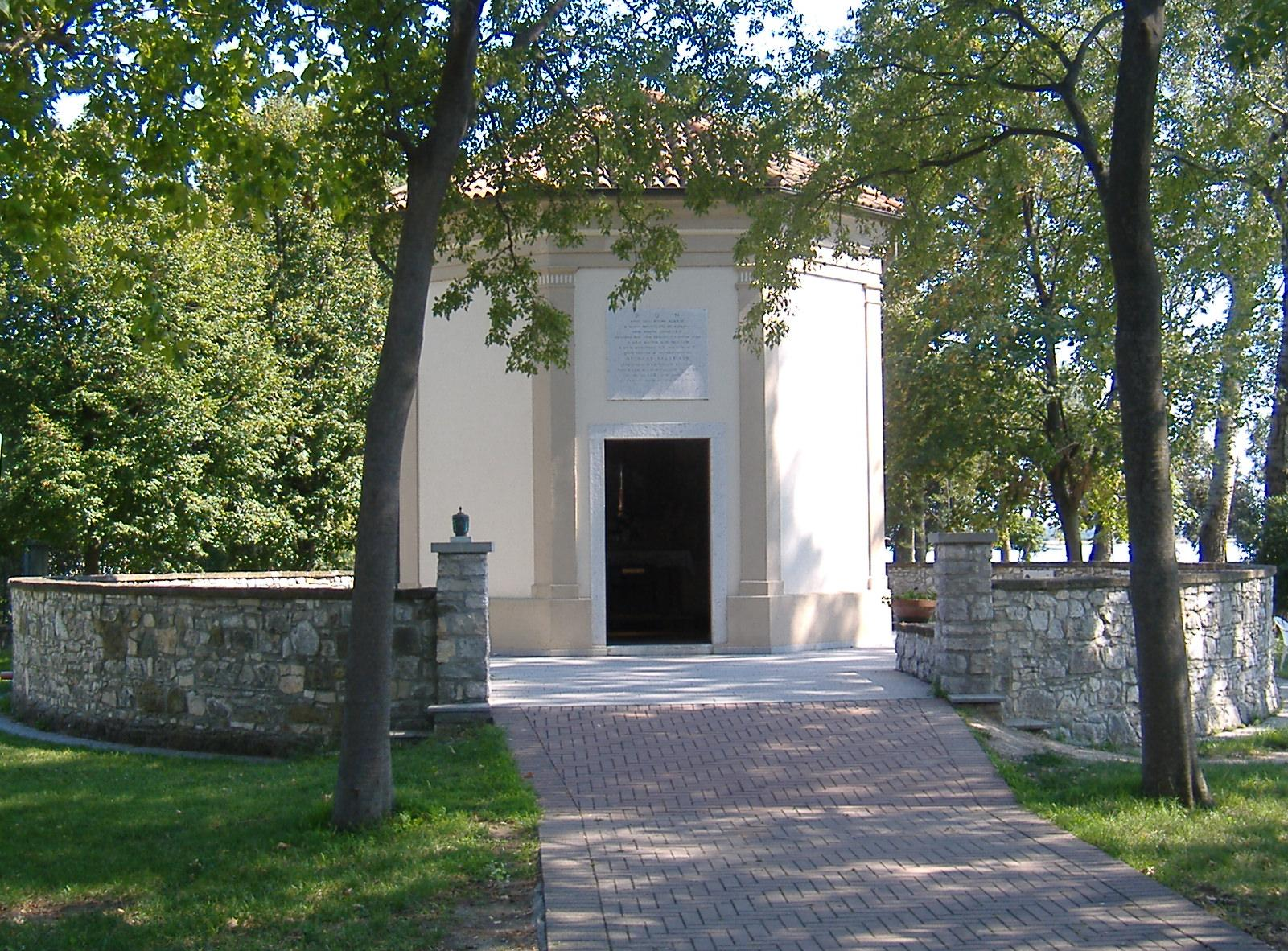
La Cappella nel bosco

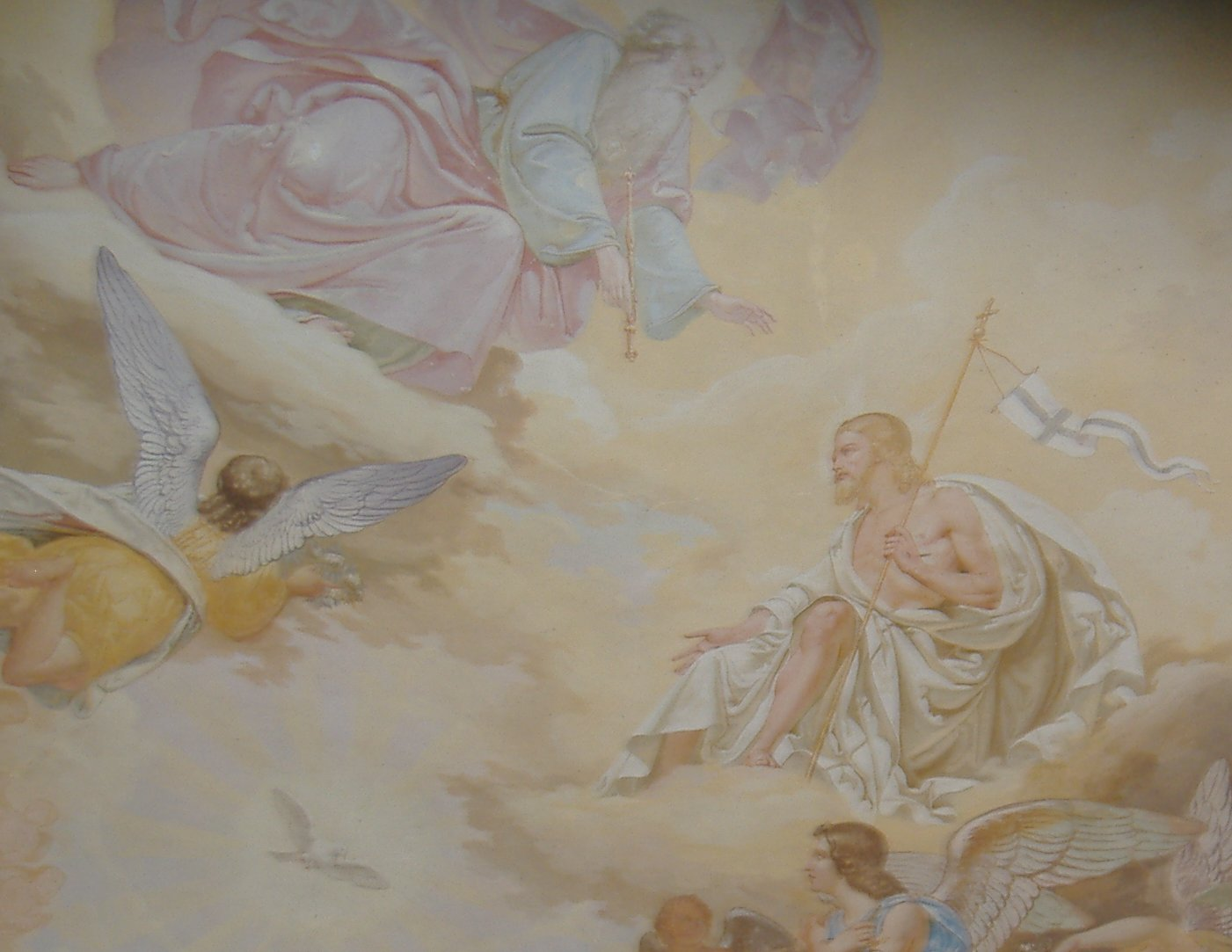
Affresco nella Cappella (Rocco Pitacco, 1860)

A poca distanza dalla chiesa, sul luogo dove secondo la tradizione si arenò l'immagine della Madonna, sorge la cappella dell'apparizione, costruita nel 1854 per celebrare il dogma dell'Immacolata Concezione. La cappella, di forma ottagonale, ha preso il posto di un precedente capitello votivo ed è stata decorata nel 1860 dal pittore udinese Rocco Pitacco. I dipinti rappresentano la glorificazione di Maria tra angeli e personaggi dell'Antico e del Nuovo Testamento. Sulle pareti laterali, quadri relativi alla proclamazione del dogma e alla vita e alle origini del santuario. La cappella, che è circondata da un piccolo cimitero, custodisce le spoglie del venerabile Egidio Bullesi, un giovane istriano distintosi per il suo apostolato a Pola e a Monfalcone, in particolare tra i giovani di Azione Cattolica e dello Scautismo Cattolico (di cui fu tra i fondatori a Pola).
All'ingresso del piccolo porto dell'isola è visibile una statua della Madonna, eretta nel 1954 a ricordo dell'anno mariano. Altre statue dedicate a San Francesco e ad Egidio Bullesi sono inoltre dislocate nei pressi della chiesa e della "Domus Mariae".